# Loggia dei Mercanti (Messina)
La Loggia dei Mercanti (conosciuta anche come  Loggia de' Negozianti) è stato un edificio della città di Messina, opera di Giacomo Del Duca del 1589, realizzato in un periodo molto florido economicamente per la città. È stato un edificio tra i più rappresentativi della città di Messina. Era situata al centro della Palazzata di Simone Gullì. Dopo la Rivolta antispagnola di Messina nel 1674 è stato chiamato Palazzo Senatorio detto «alla Marina». Venne distrutto dal terremoto del 1783.

## Storia

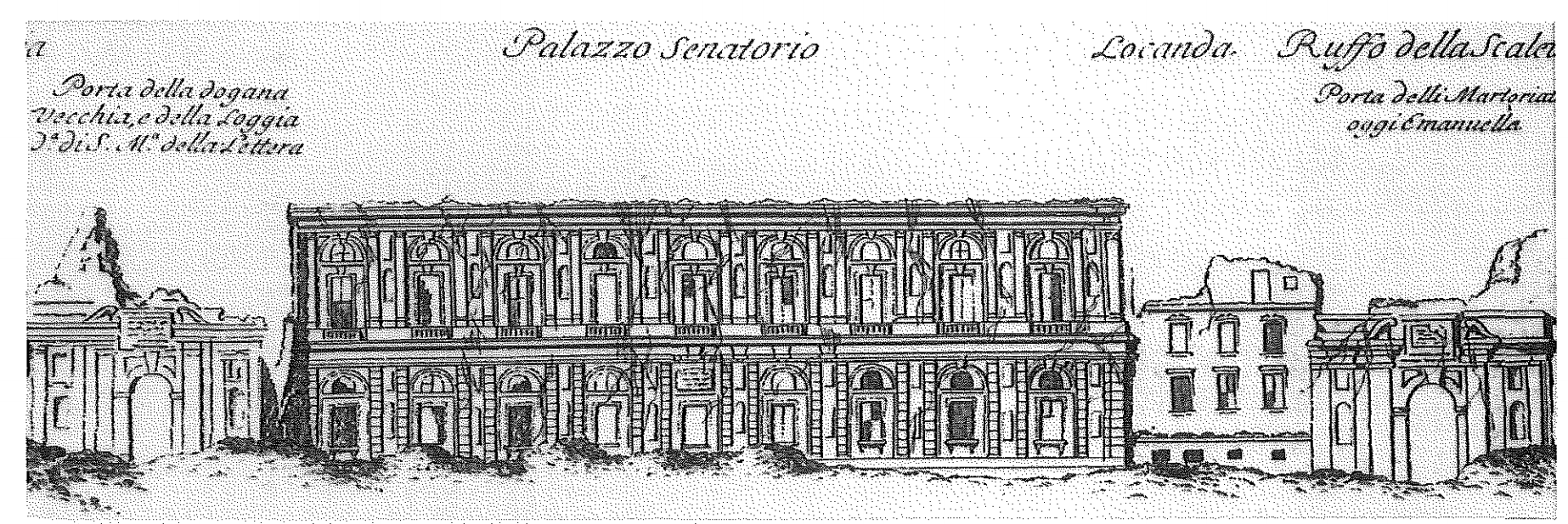
Loggia dei mercanti, Messina (distrutta dal Terremoto del 1783)

Il palazzo, esempio di architettura del cinquecento messinese, era rivestito interamente di marmi pregiati. Il prospetto prospiciente alla Marina aveva un prospetto con il rigido schema dei due ordini. Al piano terra si trovano nove finestre con cancelli di ferro spaziate lateralmente da paraste d'ordine dorico. Nel piano superiore, coppie di paraste d'ordine ionico a bugne si affiancano con tanta frequenza ai nove balconi senza lasciare pause di spazi con un ritmo decorativo che diventa incalzante, senza respiro.
Nicchie centinate con piccole finestre sormontano le finestre ed i balconi, spaziate lateralmente da volute ricciolate.  A sinistra si trovava la Porta della Loggia, che impartiva l'attuale via della Loggia dei Mercanti.
All'ingresso una targa mostrava l'iscrizione:

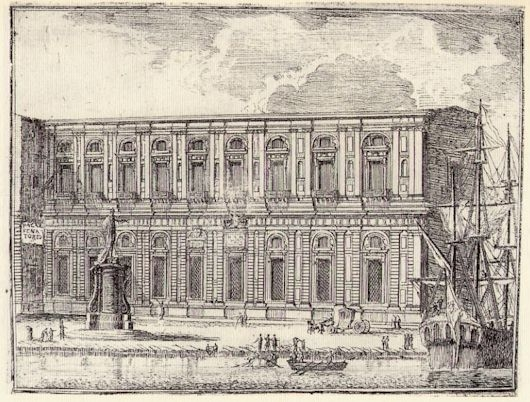
Loggia dei mercanti, Messina (distrutta dal Terremoto del 1783)